# El Guix (Guixers)
El Guix és una masia situada al municipi de Guixers, a la comarca catalana del Solsonès. Igual que el nom del mateix municipi i altres indrets propers, el topònim ve de «guix» i fa referència a l'abundància d'aquest material i els forns per treballar-lo que hi ha en aquesta contrada.